# Sisseln
Sisseln (schweizertyska: Sissle) är en ort och kommun vid floden Rhen i distriktet Laufenburg i kantonen Aargau, Schweiz. Kommunen har 1 666 invånare (2023).